# Розповідь невідомої людини
«Розповідь невідомої людини» (рос. Рассказ неизвестного человека) — повість Антона Павловича Чехова, вперше опублікована в 1893 році.

## Історія
В кінці 1880-х років Чехов прийшов до цікавої ідеї для нового сюжету. У травні 1893 року в листі до письменниці Любові Гуревич він повідомив, що «почав писати твір без наміру його видати». Автор заздалегідь передбачав, що твір не пропустить цензура. Письменник повернувся до ідеї в 1891 році, назвавши майбутній твір «Розповідь мого пацієнта».
Повість присвячено людям 1880-х років (один з передбачуваних заголовків — «У вісімдесяті роки»). Задум твору, героєм якого став терорист, мав на той час злободенне значення. У 80-ті роки ХІХ століття тривала діяльність революційної народницької організації «Народна воля», попри розгром її керівництва в 1881 році, після того, як вони 1 березня організували замах. У квітні 1887 року проходив процес над Олександром Ульяновим і його товаришами: останніх стратили в травні того ж року. У червні 1887 року відбувся процес над народовольцями Германом Лопатіним і поетом Петром Якубовичем, засудженими до смертної кари, згодом заміненої каторгою. Творча ідея «Розповіді невідомої людини» могла показувати долі учасників революційного руху, з якими Чехов був знайомий (зокрема, Івана Ювачова)
Повість написана в 1893 році, опублікована в журналі «Русская мысль» № 2 і 3 (за лютий і березень) 1893 року. Зі змінами включена до шостого том зібрання його творів.
За життя Чехова «Розповідь невідомої людини» була перекладена сербохорватською мовою.

## Аналіз
Перекладач Г'ю Еплін порівнює повість з творами Тургенєва, з авторами, що створюють жіночі персонажі «великої моральної чистоти». Луї де Берньєр назвав «Розповідь невідомої людини» чудовим літературним твором.
Анатолій Луначарський шкодував, що Чехов не показав активно діючих героїв.

## Сюжет
«Невідома людина» — чоловік, що називав себе в минулому лейтенантом флоту, вирушає до Санкт-Петербурга для впровадження в оточення «серйозного ворога». Маскуючись під слугу, він служить легковажним членам багатої родини. Зрештою, він розчаровується як у своїй місії, так і безцільності власне життя, та відмовляється від продовження роботи.